# Pavel Šindelář
Pavel Šindelář (* 14. prosince 1980) je český politik a právník, od března do října 2021 poslanec Poslanecké sněmovny PČR, od ledna do října 2022 primátor města Plzeň, v letech 2014 až 2022 náměstek primátora Plzně, v letech 2014 až 2022 zastupitel městského obvodu Plzeň 3, člen ODS.

## Život
Vystudoval Fakultu právnickou Západočeské univerzity v Plzni. V letech 2003 až 2009 působil jako jediný společník a jednatel ve společnosti SESIVA.
Pavel Šindelář žije v městském obvodu Plzeň 3. Je svobodný, má syna Pavla.

## Politické působení
V roce 2008 vstoupil do ODS. V oblastním sdružení Plzeň-město je členem Smírčího výboru. V komunálních volbách v roce 2014 byl za stranu zvolen zastupitelem městského obvodu Plzeň 3. Ve volbách v roce 2018 a 2022 mandát obhájil.
V komunálních volbách v roce 2010 byl zvolen za ODS zastupitelem města Plzeň. V březnu 2014 se stal náměstkem primátora města pro oblast technickou. Ve volbách v roce 2014 mandát zastupitele města obhájil a pokračoval i ve funkci náměstka primátora. Ke konci roku 2014 se dostal do sporu s Úřadem Regionální rady regionu soudržnosti Jihozápad kvůli čerpání dotací na dostavbu Divadla. Také ve volbách v roce 2018 byl opět zvolen zastupitelem města a následně opět i náměstkem primátora.
Ve volbách do Poslanecké sněmovny PČR v roce 2017 kandidoval za ODS v Plzeňském kraji, skončil jako čtvrtý náhradník. Na začátku roku 2021 se rozhodla na mandát poslankyně rezignovat jeho stranická kolegyně Ilona Mauritzová kvůli souběhu s funkcí hejtmanky. První náhradník Jiří Šneberger mandát z pracovního i osobního hlediska odmítl, druhý a třetí náhradník Vladislav Vilímec a Pavel Karpíšek se stali v říjnu 2018 senátory. Proto se dne 1. března 2021 stal novým poslancem právě Šindelář. Ve volbách do Poslanecké sněmovny PČR v roce 2021 již nekandidoval.
Počátkem ledna 2022 byl po rezignaci Martina Baxy zvolen primátorem města Plzně. Baxa se totiž v prosinci 2021 stal ministrem kultury ČR.
V komunálních volbách v roce 2022 sice za ODS v rámci koalice SPOLU (tj. ODS, KDU-ČSL a TOP 09) obhajoval mandát plzeňského zastupitele, ale až na 7. místě kandidátky. Nicméně mandát obhájil a stal se zastupitelem. Za stejné uskupení též kandidoval do Zastupitelstva městského obvodu Plzeň 3, ale až na 24. místě. Mandát v tomto případě neobhájil. Dne 18. října 2022 ho na postu plzeňského primátora vystřídal Roman Zarzycký z hnutí ANO.